# Identity 2.0
Identity 2.0，也被稱為digital identity，它是種網際網路身份認證的革命，它使用新興的以使用者為中心的技術，例如Information Cards或是OpenID。Identity 2.0起源於使全球資訊網轉變的Web 2.0理論。它強調的是一個簡單並且開放的身份辨識方法，類似於現實世界中駕照執照的例子。
產業分析公司Burton Group描述：「在Identity 2.0中，身份的使用更類似於現實生活中的身份識別系統，並且同時擁有數位媒介的優點。就如同駕駛執照一般，發照者提供使用者一個包含權利的認證過的文件，而使用者就可在需要的時秀出該文件上的資訊。」
現今的網際網路模式使得使用者很難去攜帶他的身份認證穿梭於網站之間。在Burton Group的報告中提到「現今的身份系統代表WEB 1.0的網路架構，特徵是強大的網域管理，但也顯示出他的延展性和彈性是有限制的，尤其是面臨到更多不同網路使用情境的身份需求時。」因此，以使用者為中心的擁護者相信：聯合協定(來自自由聯盟(Liberty Alliance)，結構化資訊標準推動組織(Organization for the Advancement of Structured Information Standards [OASIS])，網路服務工作團體(Web Services working group))是網域中心模式的堡壘，但他們在更大的身份系統架構的重新規劃上卻無能為力。